# Ruitenbergita
La ruitenbergita és un mineral de la classe dels borats. A nomenada així per Arie Anne Ruitenberg, geòloga del Departament de Recursos Naturals de Sussex (Canadà), per les seves contribucions en la geologia de Nova Brunswick.

## Característiques
La ruitenbergita és un borat de fórmula química Ca9B26O34(OH)24Cl₄·13H₂O. Cristal·litza en el sistema monoclínic. La seva duresa a l'escala de Mohs és 3 a 4. La ruitenbergita és el dimorf monoclínic de la pringleïta.
Segons la classificació de Nickel-Strunz, la ruitenbergita pertany a «06.GD - Megatectoborats» juntament amb els següents minerals: pringleïta i metaborita.

## Formació i jaciments
S'ha descrit en dipòsits evaporítics només de Nova Brunswick, al Canadà.